# Аксьонов Євген Петрович
Євген Петрович Аксьонов (рос. Евгений Петрович Аксёнов; 11 жовтня 1933 — 25 березня 1995) — радянський астроном.

## Життєпис
Народився в селищі Победінка (Рязанська область). У 1957 році закінчив Московський університет. У 1957—1960 роках навчався в аспірантурі цього університету. З 1960 працював у Державному астрономічному інституті ім. П. К. Штернберга (ДАІШ), з 1970 — професор Московського університету, в 1977—1986 директор ДАІШ.
Основні наукові праці присвячені небесній механіці. Побудував найповнішу аналітичну теорію руху штучних супутників Землі, засновану на некеплерівскій проміжній орбіті. На базі цієї теорії під його керівництвом розроблено методику і створена обчислювальна програма визначення елементів орбіт штучних супутників Землі за високоточними фотографічними, лазерними і доплерівськими спостереженнями. Довів існування кількох нових класів періодичних орбіт в круговій обмеженій задачі трьох тіл. Детально досліджував двократно осереднену плоску еліптичну обмежену задачу трьох тіл. Спільно з Є. О. Гребениковим і В. Г. Дьоміним виконав цикл робіт з дослідження узагальненої задачі двох нерухомих центрів і отримав спільне рішення цього завдання, провів якісне дослідження всіх типів руху, розглянув їхню стійкість.
Автор монографії «Теорія руху штучних супутників Землі» (1977).
Голова секції «Небесна механіка» Астрономічного ради АН СРСР (з 1978).
Державна премія СРСР (1971).
На його честь названо астероїд 4777 Аксьонов.